# Tõlliste
Tõlliste è un comune rurale dell'Estonia meridionale, nella contea di Valgamaa. Il centro amministrativo è il borgo (in estone alevik) di Laatre, situato presso il confine con la Lettonia.

## Località
Oltre al capoluogo, il comune comprende un altro borgo, Tsirguliina, e 13 località (in estone küla).
Iigaste - Jaanikese - Korijärve - Muhkva - Paju - Rampe - Sooru - Supa - Tagula - Tinu - Tõlliste - Väljaküla - Vilaski